# Dysphania interrupta
Dysphania interrupta là một loài bướm đêm trong họ Geometridae.